# Grønlands Kommando

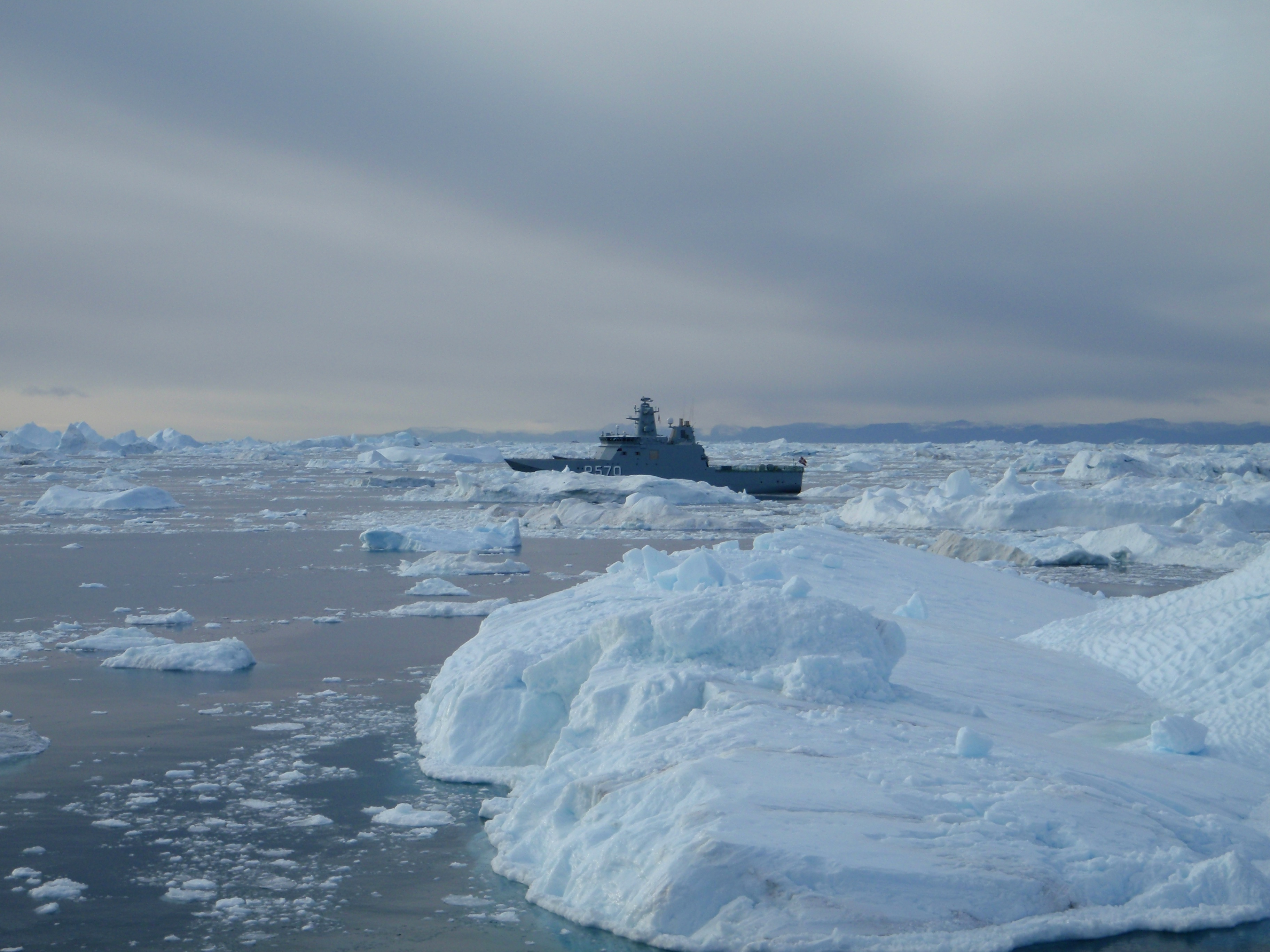
Das Inspektionsschiff Knud Rasmussen auf Patrouille in der Diskobucht, 2008

Grønlands Kommando (GLK) umfasste vom 1. August 1959 bis zum 31. Oktober 2012 die dänischen Streitkräfte auf der Insel Grönland. Es unterstand dem Verteidigungskommando.

## Geschichte
Direkt nach Ende des Zweiten Weltkriegs wurde in Nuuk Grønlands Marinekommando gegründet, das für die Fischereiaufsicht und Seevermessung zuständig sein sollte. Am 1. August 1951 wurde der Name in Grønlands Kommando geändert und am 10. August wurde das Kommando nach Kangilinnguit versetzt, wo die Vereinigten Staaten seit 1947 ihr grönländisches Hauptquartier hatte, das nun als Marinestation Grønnedal von den dänischen Streitkräften betrieben wurde. 2012 ging Grønlands Kommando gemeinsam mit Færøernes Kommando im Arktisk Kommando auf.

## Aufgaben
Im Friedensfalle bestand die Aufgabe des Kommandos in der Überwachung Grönlands und der umliegenden Gewässer. Daneben war das Kommando ebenfalls für Fischereiaufsicht, Such- und Rettungsdienst, polizeiliche Hilfeleistungen, Zollverwaltung sowie die Bekämpfung der Meeresverschmutzung und vieles weiteres zuständig. Im Kriegsfalle hätte die Verteidigung, die in Zusammenarbeit mit den NATO-Alliierten vorgesehen war, Priorität gehabt.
Die Fischereiinspektion des Kommandos wachte darüber, dass die Fischerboote, die im grönländischen Sektor fischten, den dortigen Gesetzen und Verordnungen entsprachen. Dies schloss die Inspektion der Schiffsfänge, Fanggeräte und Werften ein. So wurden im Jahre 2004 94 Inspektionen durchgeführt, die zu 34 Verurteilungen oder Strafverfolgungen führten.[Beleg?]

## Gliederung
In Grønlands Kommando dienten 60 Soldaten aus den Teilstreitkräften Heer, Marine und Luftwaffe. Das Kommando verfügte über ein Inspektionsschiff samt Hubschrauber, das im grönländischen Fischereiterritorium operieren konnte. Darüber hinaus gehörten zwei Inspektionsschiffe der Knud-Rasmussen-Klasse und der Inspektionskutter Tulugaq dazu. Außerdem verfügte das Kommando zeitweise über die Luftgruppe West, die ein Flugzeug in Kangerlussuaq stationiert hat.
Die Sirius-Schlittenpatrouille mit Hauptquartier in Daneborg sichert die Überwachung und Souveränität der Nord- und Ostküste sowie des Nationalparks Nord- und Ostgrönland. Im Nationalpark verfügt die Patrouille über Polizeigewalt. Im Überwachungsraum der Thule Air Base hatte das Kommando einen Verbindungsoffizier zu den US-Einheiten. Der Außenposten Station Nord war mit weniger Einheiten vor Ort. Ihre Aufgabe bestand in der Überwachung der Landebahn zur Unterstützung der Verteidigungsoperationen im nordöstlichen Grönland.

## Kommandeure
Die Chefs des Grønlands Kommando unterstanden direkt dem Verteidigungschef.
| Amtszeit                             | Name                            | Lebensdaten |
| ------------------------------------ | ------------------------------- | ----------- |
| 1. August 1951 – 9. September 1955   | Frits Hammer Kjølsen            | 1893–1985   |
| 1. Oktober 1955 – 15. Oktober 1957   | Hans Børge Larsen               | 1898–1971   |
| 15. Oktober 1957 – 15. Februar 1959  | Johannes Jegstrup               | 1899–1981   |
| 15. Februar 1959 – 1. April 1962     | Axel Schmidt                    | 1900–1966   |
| 1. April 1962 – 31. März 1965        | Jørgen Münter                   | 1904–1977   |
| 1. August 1965 – 1. April 1968       | Hans-Henrik Oskar Wesche        | 1914–1990   |
| 1. April 1968 – 31. Mai 1973         | Eigil Christian Franch Petersen | 1918–1993   |
| 1. Juni 1973 – 15. Juni 1977         | Henning Leonard Prause          | 1918–2000   |
| 15. Juni 1977 – 30. September 1979   | Hans Erik Hansen                | 1922–2010   |
| 19. September 1979 – 31. März 1983   | Jørgen Bendix Pranov            | 1924–2005   |
| 1. April 1983 – 30. November 1986    | Poul Erik Pedersen              | 1924–2018   |
| 1. Dezember 1986 – 31. August 1991   | Wilhelm Lauge Grentzmann        | 1930–2007   |
| 1. September 1991 – 28. Februar 1994 | Poul Birger Nielsen             | ?           |
| 1. März 1994 – 30. Juni 1996         | Niels Helk                      | * 1936      |
| 1. Juli 1996 – 30. September 1997    | Erik Fage-Pedersen              | * 1940      |
| 1. Oktober 1997 – 31. August 1999    | Steen Vestergaard Andersen      | * 1943      |
| 1. September 1999 – 30. April 2001   | Axel Fiedler                    | * 1944      |
| 1. Mai 2001 – 28. Juli 2003          | Knud Erik Kristiansen           | 1943–2017   |
| 29. Juli 2003 – 31. Dezember 2005    | Uffe Haagen-Olsen               | ?           |
| 1. Januar 2006 – 31. Juli 2007       | Niels Erik Sørensen             | * 1950      |
| 1. August 2007 – 31. Dezember 2012   | Henrik Bunde Kudsk              | * 1953      |